# Matías Pérez García
Matías Augusto Pérez García (Tartagal, Argentina, 13 de octubre de 1984) es un  exfutbolista argentino. Juega como mediocentro ofensivo y su equipo actual es el Sport Huancayo de la Liga 1 del Perú.

## Trayectoria
Debutó en la Primera de Lanús en la última fecha del torneo 
2003.
Estuvo dos temporadas más, hasta la 2004/05, por lo cual totalizó cuatro partidos en la Primera del granate, ya que luego jugó dos más en el Apertura 2003 y uno en el Clausura 2004, con Miguel Brindisi como DT.
En la temporada 2005/06, Lanús lo prestó a la CAI en la segunda división, donde actuó en 15 partidos (12 en el Apertura y 3 en el Clausura), sin convertir tantos. A su regreso fue dejado en libertad de acción.
En la temporada 2006/07 jugó para Talleres de Remedios de Escalada: en el Apertura jugó 19 partidos y marcó 7 goles, y en el Clausura jugó 20 partidos y marcó 5 goles.
En el 2007 Se fichó para jugar en Cerro de Uruguay pero no tuvo lugar en aquel equipo y se fue a préstamo a Atlanta hasta el 2008.
En la temporada 2008/09 se fue a Francia para jugar en Chamois Niortais Football Club donde ese equipo no se pudo salvar del descenso y cayó a la cuarta categoría.
En la temporada 2009/10 vuelve a su país para jugar en la categoría Primera B Nacional del fútbol argentino con el Club Atlético All Boys, club con el cual asciende a Primera División del fútbol Argentino el 23 de mayo de 2010, siendo no solo la manija y enganche del equipo sino también calificado por los medios deportivos nacionales como uno de los mejores jugadores del club y de la divisiónal.[cita requerida]

### Universidad de Chile
El 6 de enero de 2011 fue presentado oficialmente en la Universidad de Chile para jugar una temporada en la Primera División de Chile y salir campeón con aquel equipo a pesar de sus pocas actuaciones. Después de sus pocas actuaciones en el club chileno, regresó a la entidad de Floresta donde se volvió a destacar por sus buenas actuaciones.[cita requerida] Tras vencer su préstamo volvió a la Universidad de Chile porque All Boys no pagó lo que pedía la entidad chilena para renovar el préstamo. Para la temporada 2012-13 no fue tenido en cuenta por Universidad de Chile porque superaba el cupo máximo de extranjeros en la plantilla y firmó por 3 temporadas en Tigre, donde fue figura destacada, participando en la Copa Sudamericana y la Copa Libertadores.
En la temporada 2023 descendió de categoría, al quedar penúltimo en la tabla acumulada del torneo con la Deportivo Municipal. Jugó 30 partidos y logró anotar 5 goles, siendo la manija del equipo en el año.
En enero de 2023 firmó contrato con Sport Huancayo de Perú.

## Selección nacional
Pasó por la Selección Nacional Sub-21 entre 2000 y 2001, con seis presencias y un gol. Fue subcampeón del Sudamericano Sub-17 disputado en 2001 en Perú.
Su debut oficial en equipos nacionales fue en un amistoso disputado el 19 de octubre de 2000 en Santiago, frente al seleccionado Sub-17 de Chile. La Argentina, dirigida por Hugo Tocalli y Miguel Tojo como ayudante, goleó 5 a 1, y Pérez García ingresó a los 77' en lugar de Carlos Tévez, convirtiendo el quinto gol. Algunos de sus compañeros en ese equipo fueron Javier Mascherano, Pablo Zabaleta, Patricio Pérez y el fallecido arquero de Independiente, Lucas Molina.
En noviembre de 2000 estuvo en el plantel que jugó el Mundialito Costa del Paraná Sub-17, disputado en Paraná (Entre Ríos), con la participación de Brasil (campeón), Italia y México, y en el cual la Argentina terminó en la tercera ubicación. Pérez García disputó dos partidos, ingresando desde el banco de relevos.
En marzo de 2001 jugó el Sudamericano Sub-17, en el cual la Argentina, siempre dirigida técnicamente por Hugo Tocalli, finalizó segunda, detrás de Brasil, y obtuvo así la clasificación para el Mundial en Trinidad y Tobago. El certamen se llevó a cabo en Arequipa, Perú.
Algunos integrantes de aquella Selección: Javier Mascherano, Maximiliano López, Carlos Tévez, Gonzalo Rodríguez, Paulo Rosales, Patricio Pérez, Hugo Colace, Diego Ludueña, Lucas Molina y Rubén Salina.
Pérez García jugó tres encuentros en aquel Sudamericano, todos como titular. El 10 de marzo actuó en el cuarto y último partido de la primera ronda, donde Argentina cayó ante Venezuela, y fue sustituido por Paulo Rosales a los 45 minutos.
Ya en la ronda final, jugó los primeros dos cotejos, que fueron triunfos ante Paraguay y ante Venezuela.

## Clubes
| Club                        | País           | Año           |
| --------------------------- | -------------- | ------------- |
| Lanús                       | Argentina      | 2002 - 2005   |
| CAI                         | Argentina      | 2005 - 2006   |
| Talleres (RdE)              | Argentina      | 2006 - 2007   |
| Atlanta                     | Argentina      | 2007          |
| Cerro                       | Uruguay        | 2008          |
| Chamois Niortais            | Francia        | 2008 - 2009   |
| All Boys                    | Argentina      | 2009 - 2010   |
| Universidad de Chile        | Chile          | 2011          |
| All Boys                    | Argentina      | 2011 - 2012   |
| Tigre                       | Argentina      | 2012 - 2014   |
| San Jose Earthquakes        | Estados Unidos | 2014 - 2016   |
| Orlando City                | Estados Unidos | 2016 - 2017   |
| Tigre                       | Argentina      | 2017 - 2018   |
| Cúcuta Deportivo            | Colombia       | 2019          |
| Gimnasia y Esgrima La Plata | Argentina      | 2020-2021     |
| Deportivo Municipal         | Perú           | 2022-2023     |
| Sport Huancayo              | Perú           | 2024-presente |

## Estadísticas
| Club                                | Temporada           | Liga  | Liga  | Copa Nacional | Copa Nacional | Copa Internacional | Copa Internacional | Total | Total |
| Club                                | Temporada           | Part. | Goles | Part.         | Goles         | Part.              | Goles              | Part. | Goles |
| ----------------------------------- | ------------------- | ----- | ----- | ------------- | ------------- | ------------------ | ------------------ | ----- | ----- |
| Lanús Argentina                     |                     |       |       |               |               |                    |                    |       |       |
| 2002/03                             | 1                   | 0     | -     | -             | -             | -                  | 1                  | 0     |       |
| 2003/04                             | 3                   | 0     | -     | -             | -             | -                  | 3                  | 0     |       |
| Total                               | 4                   | 0     | -     | -             | -             | -                  | 4                  | 0     |       |
| CAI Argentina                       |                     |       |       |               |               |                    |                    |       |       |
| 2005/06                             | 14                  | 0     | -     | -             | -             | -                  | 14                 | 0     |       |
| Total                               | 14                  | 0     | -     | -             | -             | -                  | 14                 | 0     |       |
| Talleres RdE Argentina              |                     |       |       |               |               |                    |                    |       |       |
| 2006/07                             | 39                  | 12    | -     | -             | -             | -                  | 39                 | 12    |       |
| Total                               | 39                  | 12    | -     | -             | -             | -                  | 39                 | 12    |       |
| Atlanta Argentina                   |                     |       |       |               |               |                    |                    |       |       |
| 2007/08                             | 14                  | 3     | -     | -             | -             | -                  | 14                 | 3     |       |
| Total                               | 14                  | 3     | -     | -             | -             | -                  | 14                 | 3     |       |
| Cerro · Uruguay                     |                     |       |       |               |               |                    |                    |       |       |
| 2007/08                             | 0                   | 0     | -     | -             | -             | -                  | 0                  | 0     |       |
| Total                               | 0                   | 0     | -     | -             | -             | -                  | 0                  | 0     |       |
| Chamois Niortais Francia            |                     |       |       |               |               |                    |                    |       |       |
| 2008/09                             | 44                  | 5     | 2     | 0             | -             | -                  | 46                 | 5     |       |
| Total                               | 44                  | 5     | 2     | 0             | -             | -                  | 46                 | 5     |       |
| All Boys Argentina                  |                     |       |       |               |               |                    |                    |       |       |
| 2009/10                             | 34                  | 3     | -     | -             | -             | -                  | 34                 | 3     |       |
| P 2010                              | 2                   | 0     | -     | -             | -             | -                  | 2                  | 0     |       |
| 2010/11                             | 15                  | 2     | -     | -             | -             | -                  | 15                 | 2     |       |
| 2011/12                             | 30                  | 1     | -     | -             | -             | -                  | 30                 | 1     |       |
| Total                               | 81                  | 6     | -     | -             | -             | -                  | 81                 | 6     |       |
| Universidad de Chile · Chile        |                     |       |       |               |               |                    |                    |       |       |
| 2011                                | 9                   | 0     | -     | -             | -             | -                  | 9                  | 0     |       |
| Total                               | 9                   | 0     | -     | -             | -             | -                  | 9                  | 0     |       |
| Tigre Argentina                     |                     |       |       |               |               |                    |                    |       |       |
| 2012/13                             | 33                  | 5     | -     | -             | 15            | 4                  | 48                 | 9     |       |
| 2013/14                             | 30                  | 8     | -     | -             | -             | -                  | 30                 | 8     |       |
| 2017/18                             | 8                   | 1     | -     | -             | -             | -                  | 8                  | 1     |       |
| Total                               | 71                  | 14    | -     | -             | 15            | 4                  | 86                 | 18    |       |
| San Jose Earthquakes Estados Unidos |                     |       |       |               |               |                    |                    |       |       |
| 2014                                | 6                   | 1     | -     | -             | -             | -                  | 6                  | 1     |       |
| 2015                                | 27                  | 2     | -     | -             | -             | -                  | 27                 | 2     |       |
| 2016                                | 14                  | 0     | 1     | 0             | -             | -                  | 15                 | 0     |       |
| Total                               | 47                  | 3     | 1     | 0             | -             | -                  | 48                 | 3     |       |
| Orlando City Estados Unidos         | 2016-17             | 28    | 1     | -             | -             | -                  | -                  | 28    | 1     |
| Orlando City Estados Unidos         | Total               | 28    | 1     | -             | -             | -                  | -                  | 28    | 1     |
| Tigre Argentina                     | 2017-18             | 22    | 1     | 1             | 0             | -                  | -                  | 23    | 1     |
| Tigre Argentina                     | 2018-19             | 11    | 0     | -             | -             | -                  | -                  | 11    | 0     |
| Tigre Argentina                     | Total               | 33    | 1     | -             | -             | -                  | -                  | 34    | 1     |
| Cúcuta Deportivo · Colombia         | 2019                | 38    | 7     | -             | -             | -                  | -                  | 38    | 7     |
| Cúcuta Deportivo · Colombia         | Total               | 38    | 7     | -             | -             | -                  | -                  | 38    | 7     |
| Gimnasia LP Argentina               | 2020                | 7     | 0     | -             | -             | -                  | -                  | 7     | 0     |
| Gimnasia LP Argentina               | 2020/21             | -     | -     | 6             | 1             | -                  | -                  | 6     | 1     |
| Gimnasia LP Argentina               | 2021                | 11    | 2     | 8             | 1             | -                  | -                  | 19    | 3     |
| Gimnasia LP Argentina               | Total               | 18    | 2     | 14            | 2             | -                  | -                  | 32    | 4     |
| Deportivo Municipal · Perú          | 2022                | 34    | 2     | -             | -             | -                  | -                  | 34    | 2     |
| Deportivo Municipal · Perú          | 2023                | 30    | 4     | -             | -             | -                  | -                  | 30    | 4     |
| Deportivo Municipal · Perú          | Total               | 64    | 6     | 0             | 0             | -                  | -                  | 64    | 6     |
| Total en su carrera                 | Total en su carrera | 436   | 50    | 19            | 2             | 15                 | 4                  | 470   | 56    |

## Palmarés

### Campeonatos nacionales
| Título                  | Club                 | País  | Año    |
| ----------------------- | -------------------- | ----- | ------ |
| Torneo Primera División | Universidad de Chile | Chile | 2011-A |
| Torneo Primera División | Universidad de Chile | Chile | 2011-C |

### Otros logros
| Título                                  | Club     | País      | Año  |
| --------------------------------------- | -------- | --------- | ---- |
| Ascenso a Primera División de Argentina | All Boys | Argentina | 2010 |

### Distinciones individuales
| Distinción                                               | Año  |
| -------------------------------------------------------- | ---- |
| Premio Alumni Jugador Destacado de la Primera B Nacional | 2010 |